# Eugène Delacroix
Eugène Ferdinand Victor Delacroix (født 26. april 1798 i Charenton-Saint-Maurice i Frankrig, død 13. august 1863 i Paris) var en fransk maler. Delacroix anses for at være en af de største kunstnere fra den romantiske periode. 
Delacroix blev født i Saint-Maurice-en-Chalencon i Ardèche. Han gik først i lære hos Jacques-Louis David, men blev senere i større grad inspireret af den mere farverige stil hos den flamske barokmaler Peter Paul Rubens og sin samtidige franske kollega Théodore Géricault. Delacroix' brug af farver påvirkede også de senere Impressionister.
I 1822 blev hans første maleri, Dantes bark, udstillet på den vigtige udstilling Parisersalonen og to år senere opnåede han succes med sit maleri Massakren i Chios (Scènes des massacres de Scio). Delacroix malede sit mest betydelige værk i 1830, maleriet Friheden leder folket (La Liberté guidant le peuple). Dette maleri viser tydelig forskellene mellem den romantiske stil, og den nyklassiske stil hos kunstnere som David og Ingres. De franske myndigheder købte maleriet, men offentligheden fordømte måden, hvorpå det fremmede frihedstanken. Delacroix fortsatte på trods heraf med at modtage opgaver fra myndighederne i form af store væg- og loftsmalerier.
Eugene Delacroix illustrerede også diverse arbejder af William Shakespeare, Walter Scott og Johann Wolfgang von Goethe.
I 1832 rejste Delacroix til Spanien og Nordafrika, en tur som i stor grad skulle påvirke indholdet i mange af hans fremtidige malerier. Efter Februarrevolutionen i 1848 blev Delacroix' maleri La liberté guidant le peuple endelig udstillet af den nye præsident, Louis-Napoléon Bonaparte.
Delacroix' kunst var hele livet forankret i den romantiske stil. Han var stærkt påvirket af Michelangelo og Rubens. Han malede blandt andet det berømte portræt af komponisten Frédéric Chopin.
Eugène Delacroix døde i Paris, og ligger begravet på Père Lachaise.

## Galleri
- Jeune orpheline au cimetière; Den forældreløse på kirkegården, 1824 (Musée du Louvre)
- La Liberté guidant le peuple; Friheden fører folket på barrikaderne, 1830 (Musée du Louvre).